# Nowa Karczma (gmina)
Nowa Karczma – gmina wiejska w województwie pomorskim, w powiecie kościerskim. W latach 1975–1998 gmina położona była w województwie gdańskim.
W skład gminy wchodzi 17 sołectw: Będomin, Grabowo Kościerskie, Grabówko, Grabowska Huta, Jasiowa Huta, Liniewko Kościerskie, Lubań, Nowa Karczma, Nowy Barkoczyn, Rekownica, Skrzydłowo, Stary Barkoczyn, Szatarpy, Szpon, Sztofrowa Huta, Szumleś Królewski, Szumleś Szlachecki
Siedzibą gminy jest wieś Nowa Karczma.
Według danych z 30 czerwca 2004 gminę zamieszkiwały 6163 osoby. Natomiast według danych z 31 grudnia 2017 roku gminę zamieszkiwało 6913 osób.

## Struktura powierzchni
Według danych z roku 2005 gmina Nowa Karczma ma obszar 113,33 km², w tym:
- użytki rolne: 69%
- użytki leśne: 18%

Gmina stanowi 9,72% powierzchni powiatu.

## Historia
Gmina zbiorowa Nowa Karczma została utworzona 1 sierpnia 1934 roku w powiecie kościerskim w woj. pomorskim z dotychczasowych jednostkowych gmin wiejskich: Grabowo, Grabówko, Grabowska Huta, Horniki, Jasiowa Huta, Lubań, Nowy Lubieszyn, Rekownica, Skrzydłowo (część główna), Szatarpy, Szpon, Sztofrowa Huta, Szumles Królewski i Szumles Szlachecki oraz z obszarów dworskich Będomin, Grabowo i Skrzydłówko, położonych na tych terenach lecz nie wchodzących w skład gmin. 
Podczas II wojny światowej gminę Nowa Karczma przemianowano na Neukrug. 1 grudnia 1939 planowano odłączyć od niej gromady Skrzydłowo (Schridlau) i Szatarpy (Schatarpi) aby włączyć je do powiatu gdańskiego (obszar dawnego Wolnego Miasta Gdańsk), lecz decyzję tę odwołano 28 września 1940. W 1942 roku zniesiono gromadę Szumles Królewski (Königlich Schönfließ), włączając ją do gromady Szumles Szlachecki (Adligschönfließ). W 1943 roku do gminy Neukrug włączono gromady Iłownica (Gillnitz), Liniewo (Lienfelde), Liniewko Kościerskie (Lienau), Lubieszyn (Lippischau), Nowy Barkoczyn (Neubarkoschin), Sobącz (Rüdensee), Stary Barkoczyn (Altbarkoschin) i Wysin (Hochberg) ze zniesionej gminy Liniewo (Lienfelde).
Po wojnie powrócono do stanu administracyjnego sprzed wojny. 7 kwietnia 1945 roku gmina wraz z całym powiatem kościerskim weszła w skład nowo utworzonego woj. gdańskiego. Według stanu z dnia 1 lipca 1952 roku gmina składała się z 12 gromad: Grabowo, Grabowska Huta, Grabówko, Jasiowa Huta, Lubań, Nowa Karczma, Rekownica, Skrzydłowo, Szatarpy, Szpon, Szumleś Królewski i Szumleś Szlachecki. Gmina została zniesiona 29 września 1954 roku wraz z reformą wprowadzającą gromady w miejsce gmin. Obszar gminy Nowa Karczma wszedł w skład gromad Nowa Karczma (Nowa Karczma, Grabówko, Skrzydłowo,Szumleś Królewski i Szumleś Szlachecki), Grabowo Kościerskie (Grabowo, Grabowska Huta, Jasiowa Huta i Szpon), Nowy Barkoczyn (Lubań i Rekownica) i Wysin (Szatarpy).
Gminę Nowa Karczma reaktywowano w dniu 1 stycznia 1973 roku w powiecie kościerskim w woj. gdańskim. W skład gminy weszło 20 sołectw: Będomin, Grabowo Kościerskie, Grabowska Huta, Grabówko, Guzy, Jasiowa Huta, Liniewko Kościerskie, Lubań, Lubieszynek, Nowa Karczma, Nowy Barkoczyn, Rekownica, Skrzydłowo, Stary Barkoczyn, Śledziowa Huta, Szpon, Szatarpy, Sztofrowa Huta, Szumleś Królewski i Szumleś Szlachecki (oraz niewielka część sołectwa Lubieszyn). 1 czerwca 1975 roku gmina znalazła się w nowo utworzonym mniejszym woj. gdańskim.
15 stycznia 1976 do gminy Nowa Karczma włączono tereny obrębu Wielki Klincz o ogólnej powierzchni 353,17 ha (obejmujące działki ewidencyjne nr 771-847) ze zniesionej gminy Wielki Klińcz w tymże województwie.
2 lipca 1976 gmina została zniesiona, a jej obszar połączono z gminą Liniewo w nową gminę Nowa Karczma-Liniewo z siedzibą w Nowej Karczmie.
Gminę Nowa Karczma reaktywowano 1 października 1982 w tych samych granicach co w 1976 roku. De jure, od gminy Nowa Karczma-Liniewo odłączono sołectwa Chrósty Wysińskie, Chrztowo, Garczyn, Głodowo, Iłownica, Liniewo, Lubieszyn, Płachty, Sobącz, Stefanowo i Wysin, które weszły w skład reaktywowanej gminy Liniewo, po czym pozostałe tereny gminy (sołectwa Będomin, Grabowo Kościerskie, Grabowska Huta, Grabówko, Guzy, Jasiowa Huta, Liniewko Kościerskie, Lubań, Lubieszynek, Nowa Karczma, Nowy Barkoczyn, Rekownica, Skrzydłowo, Stary Barkoczyn, Śledziowa Huta, Szpon, Szatarpy, Sztofrowa Huta, Szumleś Królewski i Szumleś Szlachecki) przemianowano na gminę Nowa Karczma. Zapis taki oznacza, że w praktyce obie gminy sprzed komasacji w 1976 roku (Nowa Karczma i Liniewo) zostały w 1982 roku odtworzone, jednakże tylko gmina Nowa Karczma zachowała prawną ciągłość po gminie Nowa Karczma-Liniewo.

## Demografia

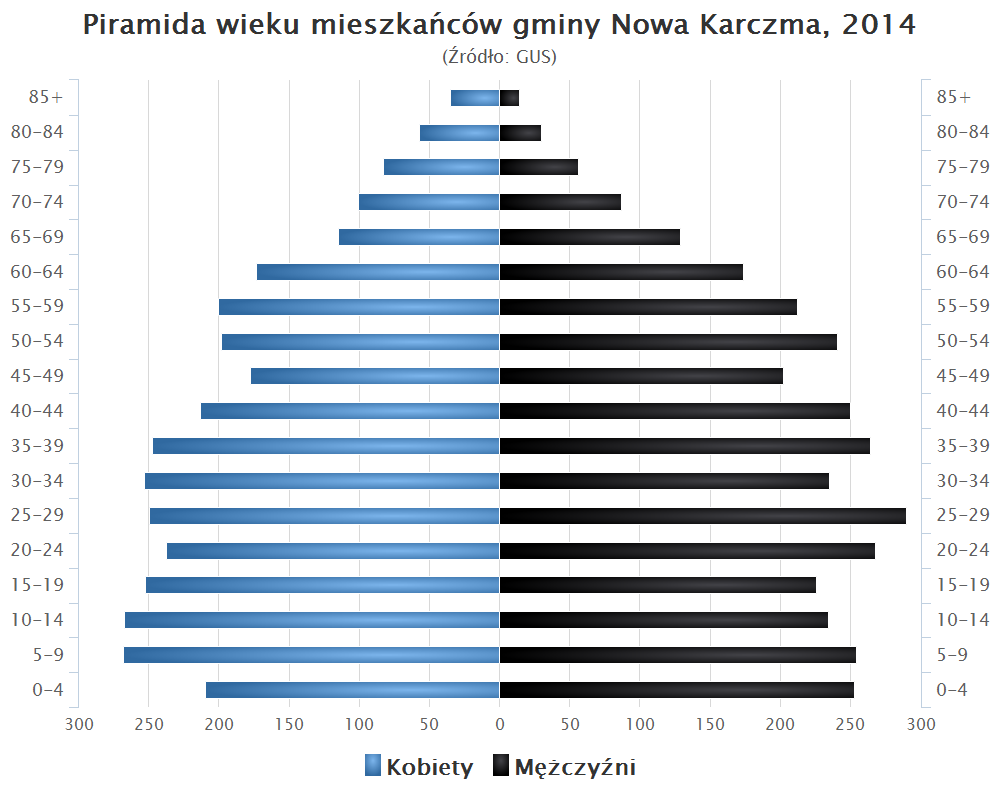
Piramida wieku mieszkańców gminy Nowa Karczma w 2014 roku

Dane z 31 grudnia 2017 roku.
| Opis                              | Ogółem | Ogółem | Kobiety | Kobiety | Mężczyźni | Mężczyźni |
| --------------------------------- | ------ | ------ | ------- | ------- | --------- | --------- |
| jednostka                         | osób   | %      | osób    | %       | osób      | %         |
| populacja                         | 6 913  | 100    | 3 425   | 49,5    | 3 488     | 50,5      |
| gęstość zaludnienia (mieszk./km²) | 60     | 60     | 29      | 29      | 31        | 31        |

## Pozostałe miejscowości niesołeckie
Guzy, Horniki Dolne, Horniki Górne, Jasiowa Huta, Kamionka, Lubieszynek, Nowe Horniki, Skrzydłówko, Śledziowa Huta, Kamiony (Wielki Kamień), Zielona Wieś

## Sąsiednie gminy
Kościerzyna, Liniewo, Przywidz, Somonino, Skarszewy